# Kurt Vogel
Pour les articles homonymes, voir Vogel.
Kurt Vogel (né le 30 septembre 1888 à Altdorf bei Nürnberg ; mort le 27 octobre 1985 à Munich) est un mathématicien et historien des mathématiques allemand.

## Formation et carrière
Le père de Kurt Vogel est directeur de séminaire.
Vogel a fréquenté le lycée d'Ansbach et a étudié les mathématiques et la physique à Erlangen (avec Max Noether, Paul Gordan, Erhard Schmidt) et Göttingen (avec Felix Klein, David Hilbert, Otto Toeplitz) de 1907 à 1911. En 1911, il a réussi son examen d'enseignement (Lehramtsprufung) avec un travail sur les équations intégrales de Fredholm. Après une période de 1913 à 1920 en tant qu'officier, il a été enseignant à la Ludwigs Realschule de Munich de 1920 à 1927. De 1927 à 1954, il a été professeur au Maximiliansgymnasium de Munich, où parmi ses élèves figurait le futur politicien Franz Josef Strauss.  En outre, après son habilitation en 1933 avec une thèse intitulée Beiträge zur Geschichte der griechischen Logistik, il a été Privatdozent à partir de 1936 et à partir de 1940 professeur agrégé à l'université de Munich, où il a fondé et dirigé l'Institut d'histoire des sciences naturelles et de mathématiques en 1963, après avoir auparavant eu son propre département à l'Institut mathématique. Bien qu'officiellement retraité en 1963, il a travaillé à l'université de Munich jusqu'en 1970.

## Travaux
Une part substantielle des recherches de Vogel concerne les mathématiques pré-grecques.
Vogel s'est intéressé à des textes mathématiques (livres d'arithmétique) de Byzance, au Papyrus Rhind (sur lequel il a écrit en 1929 sa thèse de doctorat sous la direction Heinrich Wieleitner à l'Université de Munich - Die Grundlagen der ägyptischen Arithmetik in ihrem Zusammenhang mit der 2:n Tabelle im Papyrus Rhind), aux mathématiques grecques et babyloniennes. Pendant ses études à Göttingen, il apprend les hiéroglyphes égyptiens, dont il poursuit l'étude avec Wilhelm Spiegelberg à l'Université de Munich en 1927. 
Il a également été un pionnier dans la recherche des mathématiques babyloniennes (dont il a correspondu avec Otto Neugebauer). Le papyrus Rhind, le plus important texte mathématique des égyptiens, est publié par l'égyptologue allemand August Eisenlohr (1832-1902) en 1877 et de nouvelles éditions apparaissent juste avant la thèse de Vogel : par Thomas Eric Peet (1882-1934) en 1923, et par Arnold B. Chace (1845-1932) en 1929. En même temps qu'Otto Neugebauer, Vogel est le premier à menre des recherches sur les mathématiques babyloniennes sur des tablettes cunéiformes. En 1958/59 il publie un corpus général lisible des mathématiques égyptiennes et babyloniennes.
Il a travaillé sur des livres d'arithmétique allemande des XVe et XVIe siècles, en partie de la Bibliothèque d'État de Bavière. Il a édité par exemple en 1950 le plus ancien des livres de calcul allemand, le Bamberger Rechenbuch de 1482 et en 1954 l' Algorismus Ratisbonensis (vers 1450), à la fois « en exploitant des sources plus immédiatement accessibles pour lui [au sortir de la guerre], et avec la conviction de la nécessité de donner une place convenable au calcul dans l'histoire des mathématiques ». En 1963, il a publié une traduction de l'Algorismus d'Al-Khwârizmî (le plus ancien ouvrage arabe comportant des nombres hindous). Il édite aussi le premier manuel de calcul décimal, écrit par Simon Stevin. Il a ensuite appris le chinois et publié une traduction du Jiu Zhang Suanshu ou Les Neuf Chapitres sur l'art mathématique (1968), l'un des dix classiques mathématiques en Chine. 
Vogel était avec Helmuth Gericke (de) et Karin Reich rédacteur en chef de la nouvelle édition de la Geschichte der Elementar-Mathematik in systematischer Darstellung de Johannes Tropfke (à partir de 1980), après que Tropfke ait pris en charge la 3e édition  dans les années 1930.
« Durant l'entre-guerre, les érudits les plus éminents en Allemagne étaient Wieleitner, Tropfke, Vogel et Hofmann. » et leurs travaux se sont régulièrement recoupés. Vogel et Hofmann ont travaillé en étroite association avec Wieleitner, et Vogel a continué les conférences de Wieleitner à l'Université de Munich, de même qu'il a continué l'Histoire des mathématiques élémentaires de Tropfke. Il a poursuivi ces conférences de 1936 jusqu'aux années 1960. Avant la guerre, il avait déjà commencé à institutionaliser le sujet à l'université : ses efforts ont abouti à la création de l'Institut für Geschichte der Naturwissenschaften (Institut pour l'Histoire des Sciences), fondé en 1963.
Kurt Vogel est le seul historien des mathématiques avec Joseph E. Hofmann à avoir publié dans Deutsche Mathematik, sans doute un effet de la grande politisation de la recherche universitaire sous le régime nazi. Vogel y a publié,outre un court résumé de sa thèse d'habilitation de 1936, “Beitrage zur griechischen Logistik I” (Contributions à la logistique grecque I), un article “Zur Geschichte der linearen Gleichungen mit mehreren Unbekann- ten” (Sur l'histoire des équations linéaires à plusieurs inconnues).
Vogel donne une conférence à l'occasion du XIe Congrès International d'Histoire des Sciences en Pologne en 1965, sur l'historiographie des mathématiques avant Montucla, dont Vogel disait que son Histoire des mathematiques était « la première tentative d'une histoire des idées et des problémes en mathématiques ».

## Publications
- Die Grundlagen der ägyptischen Arithmetik in ihrem Zusammenhang mit der 2 : n-Tabelle des Papyrus Rhind. Munich 1929 (thèse).
- Beiträge zur griechischen Logistik. Conférences de l'Acad. bavaroise des sciences., Math.-naturw. Dept.1936, p. 357-472.
- Vorgriechische Mathematik. 2 volumes (= livres d'études mathématiques ). Schroedel, Hanovre; Schöningh, Paderborn 1959.
- Kurt Vogel, « L’historiographie des mathématiques avant Montucla », dans Actes du XIe Congrès International d’Histoire des Sciences, Varsovie-Cracovie 24-31 août 1965, vol. III. Wroclaw, Varsovie, Cracovie, 1965, p. 179-184
- Der Trienter Algorismus von 1475. Dans: Nova Acta Leopoldina, Nouvelle série, Volume 27, 1963, pp. 183-200.
- (autobiographie) Rückschau auf 40 Jahre Mathematikgeschichtsforschung. Dans: Bernhard Sticker, Friedrich Klemm (éd. ): Wege zur Wissenschaftsgeschichte. Wiesbaden 1969.
- (de) Kurt Vogel, « Johann von Gmunden », dans Neue Deutsche Biographie (NDB), vol. 10, Berlin, Duncker & Humblot, 1974, p. 552–553 (original numérisé).
- Der Donauraum, die Wiege mathematischer Studien in Deutschland. Mit drei bisher unveröffentlichten Texten des 15. Jh., Münchner Beiträge zur Geschichte der Medizin und Naturwissenschaften. Naturwissenschaftshistorische Reihe, Band 3, München: Fritsch 1973
- (en) Kurt Vogel, « Woepcke, Franz », dans Complete Dictionary of Scientific Biography, vol. 14, Détroit, éditions Scribner, 2008 (ISBN 978-0-684-31559-1, lire en ligne), p. 471-473
- "" dans Dictionary of Scientific Biography [DSB 1970/90, vol.9, 501]
- avec Albert Rehm : Exakte Wissenschaften. Leipzig, Teubner, 1933, 1 vol. in-8° de 78 pp. (Einleitung in die Altertumswissenschaft herausgegeben von Alfred Gercke und Eduard Norden. II. Band. 5. Heft.) cartonné, RM. 3,40. (Prix du 2e volume complet : Ie partie RM. 12. 2e partie RM. 15.)[9]Vogel a pris sur lui les mathématiques, l'optique, l'acoustique.
- (de) Kurt Vogel, Chin Chang Suan Shu ; Neun Bûcher Arithmelischer Technik, Braunschweig, Friedr. ViewegSohn, coll. « Ostwalds Klassiker der Exakten Wissenschaften », 1968, 160 p.[10]
- Il a collaboré au Jahrbuch über die Fortschritte der Mathematik.
- Die Practica des Algorismus Ratisbonensis (1954).
- Vorgriechische Mathematik. 2 vols. (1958- 1959).
- Ein byzantinisches Rechenbuch des 15. Jahrhunderts (with Herbert Hunger, 1963).
- Chiu Chang Suan Shu. Neun Bucher arithmetischer Technik (1968).
- Ein byzantinisches Rechenbuch des friihen I4. Jahrhunderts (1968).
- Ein italienisches Rechenbuch aus dem 14- Jahrhundert (Columbia X 511 A 13) (1977).
- Johannes Tropfke: Geschichte der Elementarmathematik, 4e édition, vol. 1 (avec Helmuth Gericke et Karin Reich, 1980).
- Vogel, Kurt: “Heinrich Wieleitner (1874- 1931).” Archeion 14 (1932), 112-115.
- Vogel, Kurt: “Heinrich Wieleitner f.” Bayer. Bl. Gymn. 68 (1932), 90-94 (avec portrait).

## Prix et distinctions
Depuis 1957, il a été membre de l'Académie allemande des sciences Leopoldina et en 1931 il devient membre de l'Académie internationale d'histoire des sciences de Paris, dont il a été vice-président de 1977 à 1981. 1969 Vogel est lauréat de la médaille George Sarton, la plus haute récompense prestigieuse pour l'histoire des sciences déernée par l'History of Science Society fondée par George Sarton et Lawrence Joseph Henderson.
En 1964 il est décoré de l'Ordre bavarois du Mérite.
Il est conférencier invité au Congrès international des mathématiciens à Oslo en 1936.